# Sepp Piontek
Josef Emanuel Hubertus Piontek, conhecido como Sepp Piontek (Breslávia, 5 de março de 1940) é um ex-futebolista e treinador de futebol alemão. Nasceu em cidade atualmente pertencente à Polônia e na época ocupada pela Alemanha Nazista.

## Carreira

### Como Jogador
Como jogador, destacou-se pelo Werder Bremen, onde jogou entre 1960 e 1972, atuando em 278 partidas e marcando 16 gols. Jogou ainda pelo Germania Leer, onde iniciou sua carreira em 1958. Com a Alemanha Ocidental, atuou em 6 partidas. Foi pré-convocado por Helmut Schön para a Copa de 1966, mas acabou preterido na lista definitiva.

### Como treinador
Piontek, no entanto, tornou-se mais conhecido por sua passagem pela Seleção Dinamarquesa entre 1979 e 1990. Treinou ainda Werder Bremen, Fortuna Düsseldorf, St. Pauli, Bursaspor, Aalborg e Silkeborg IF, além das seleções de Haiti, Turquia e Groenlândia, onde teve 2 passagens (2000-02 e 2004). Ficou célebre por utilizar a tática 3-5-2.